# Günter Lucks

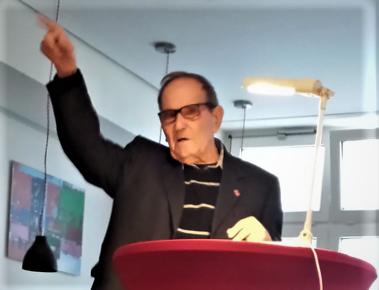
Günter Lucks 2016 bei einer Gewerkschaftsveranstaltung von ver.di

Günter Lucks (* 4. Oktober 1928 in Hamburg; † 7. Dezember 2022 ebenda) war ein deutscher Autor. Lucks schilderte in seinen Werken die Zeit des Nationalsozialismus und des Zweiten Weltkrieges. Er verfasste seine Arbeiten gemeinsam mit dem Redakteur Harald Stutte. Seine Erlebnisse während der Jahre zwischen 1933 und 1945
vermittelte Lucks auch als Zeitzeuge in Schulen.

## Leben
Lucks wuchs im Osten Hamburgs, in Hammerbrook, auf. Sein Vater war Aktivist im Roten Frontkämpferbund. Lucks Mutter gehörte dem Rote Frauen und Mädchenbund an. Seine Eltern zählten zum kommunistischen Establishment der Hansestadt. Sie hatten Kontakt zu Etkar André und Ernst Thälmann.

### Nationalsozialismus und Zweiter Weltkrieg
1939 trat Lucks in die Hitlerjugend ein. Mit 16 Jahren meldete er sich als Kriegsfreiwilliger. Lucks kam zur Waffen-SS und kämpfte in Österreich gegen die Rote Armee. Als Verwundeter geriet Lucks in sowjetische Kriegsgefangenschaft. Sein ein Jahr älterer Bruder Hermann wurde bei den Bombardierungen Hamburgs im Sommer 1943 getötet.

### Nachkriegszeit
Fünf Jahre lang verbrachte Lucks in verschiedenen Gefangenenlagern. 1950 kehrte er nach Hamburg zurück.

### Bundesrepublik Deutschland
Nach seinen russischen Erlebnissen und der Rückkehr knüpfte er an die Familientradition an und wurde Mitglied der Freien Deutschen Jugend. Er nahm 1951 an den Ostberliner Weltjugendspielen teil. 1953 heiratete Lucks. Mit seiner Ehefrau und dem gemeinsamen Sohn übersiedelte er in die DDR. Dort lebte die Familie kurzzeitig im Braunkohlerevier. Zurück in Hamburg war Lucks bis 1955 bei der Deutschen Bundespost tätig. Im Anschluss daran arbeitete er im grafischen Gewerbe. Von 1962 bis zum Ende seines Arbeitslebens war Lucks Beschäftigter des Axel Springer Verlages in der Druckerei im Drei-Schicht-Betrieb in Ahrensburg. Lucks gehörte dem Betriebsrat des Unternehmens an und war Gewerkschafter seit 1951. 1984 war er Streikführer in dem 13-wöchigen Streik um den Einstieg in die 35-Stunden-Woche. Er war Mitglied bei ver.di und bei den ver.di-Senioreninnen und Senioren aktiv.
Günter Grass hat seinerzeit das Manuskript vom Buch „Ich war Hitlers letztes Aufgebot“ gelesen und schrieb: „Ich hoffe, dass mit Hilfe solch anschaulicher Beschreibungen Nachgeborene Gelegenheit haben, aus den Erfahrungen früherer Generationen zu lernen.“
Er lebte mit seiner Frau lange in Hamburg-Horn und wurde auf dem Friedhof Schiffbek beigesetzt.

## Werke
- Günter Lucks / Harald Stutte: Ich war Hitlers letztes Aufgebot: Meine Erlebnisse als SS-Kindersoldat, Rowohlt Verlag, Reinbek bei Hamburg 2010, ISBN 978-3-499-62589-3.
- Günter Lucks / Harald Stutte: Hitlers vergessene Kinderarmee, Rowohlt Verlag, Reinbek bei Hamburg 2014, ISBN 978-3-644-50701-2.
- Günter Lucks / Harald Stutte: Der rote Hitlerjunge: Meine Kindheit zwischen Kommunismus und Hakenkreuz, Rowohlt Verlag, Reinbek bei Hamburg 2015, ISBN 978-3-499-62923-5.
- Günter Lucks / Harald Stutte: Zehn Tage im Juli. Wie ich den Bombenkrieg auf Hamburg überlebte, Rowohlt Verlag, Reinbek bei Hamburg 2020, ISBN 978-3-499-00093-5.